# Coleophora hartigi
Coleophora hartigi là một loài bướm đêm thuộc họ Coleophoridae. Nó được tìm thấy ở Đức to Ý và Hy Lạp and from Áo to Bulgaria.
Ấu trùng ăn Genista germanica. s